# 13146 Yuriko
13146 Yuriko eller 1995 DR2 är en asteroid i huvudbältet som upptäcktes den 20 februari 1995 av den japanske amatörastronomen Tomimaru Okuni vid Nanyō-observatoriet. Den är uppkallad efter upptäckarens fru, Yuriko Okuni.